# Méthone (lune)
Pour les articles homonymes, voir Méthone.
Méthone (S XXXII) est un satellite naturel de Saturne, sa désignation provisoire est S/2004 S 1. Il a été découvert par Sébastien Charnoz, membre de l'équipe scientifique de la mission Cassini-Huygens, menée par  Carolyn Porco, et al. en 2004. Méthone orbite Saturne à une distance d'environ 194 000 km (ce qui lui donne une période de 1,007 jour) et fait environ 3 km de diamètre.
Les noms Méthone et Pallène ont été provisoirement approuvés par la Division III (Sciences des systèmes planétaires) de l'Union astronomique internationale (UAI), groupe de travail sur la nomenclature du système planétaire. Ils ont été entérinés lors de l'assemblée générale de 2006 de l'UAI, à Prague. Méthone était l'une des Alcyonides, les sept filles du géant Alcyonée.
Il se pourrait qu'il s'agisse du même satellite aperçu en 1981 par Voyager 2 sur une seule image saisie le 23 août 1981, nommé S/1981 S 14 dont la distance à Saturne était estimée à 200 000 km.
En supposant sa densité égale à celle de Mimas (1,17 t/m3), on peut estimer ce qui suit :
- masse : 1,65 × 1013 kg ;
- gravité de surface : 0,00 048 m/s2 ;
- vitesse de libération : 0,001 2 m/s.

## Orbite
Méthone est en résonance 14/15 avec Mimas qui est beaucoup plus gros ; ceci cause une orbite osculatrice de 20 km et modifie la longitude du périastre de 5° sur une période de 450 jours et de son inclinaison entre environ 0.003° et 0.020°.

## Forme
Méthone possède la particularité d'être de forme ovoïde, malgré sa taille de seulement 3 km. L'objet étant supposé être en équilibre hydrostatique, l'origine de cette forme serait les forces de marée exercées par Saturne et Mimas.
Méthone ne possède aucun cratère d'impact visible, ceci pourrait être expliqué par sa composition qui serait de la neige poudreuse.

## Note
1. ↑  « Methone By Numbers »
2. ↑  La distance des candidats satellites saisis sur une image ne peut être estimée avec fiabilité que si son inclinaison est nulle. Dans le cas contraire, l'estimation faite avec l'hypothèse d'une inclinaison nulle peut être erronée de quelques milliers de kilomètres par rapport à la distance vraie (voir lien externe ci-dessus sur la Circulaire no 6162 de l'UAI).
3. ↑  Spitale, J. N.; Jacobson, R. A.; Porco, C. C.; Owen, W. M., Jr. (2006). "The orbits of Saturn's small satellites derived from combined historic and Cassini imaging observations" (PDF). The Astronomical Journal 132 (2): 692–710